# Marek Kordowiecki
Marek Kordowiecki (ur. 19 października 1962) – polski piłkarz ręczny, mistrz i reprezentant Polski, król strzelców ligi niemieckiej.

## Kariera sportowa
Karierę rozpoczął w Anilanie Łódź, z którą wywalczył mistrzostwo Polski w 1983, trzykrotnie wicemistrzostwo Polski (1984, 1985, 1986) i brązowy medal mistrzostw Polski w 1982. W latach 1986–1988 występował w Stali Mielec. Następnie był zawodnikiem klubów niemieckich: grającego w lidze regionalnej TV Münchholzhausen (1988/1989), II-ligowego TV Gelnhausen (gdzie w 1992 został królem strzelców niemieckiej II ligi (grupa środkowa), zdobywając 189 bramek), I-ligowego TV Niederwürzbach, w barwach którego zdobył tytuł króla strzelców ligi w sezonie 1994/1995 (212 bramek) oraz VfL Bad Schwartau (1995-2000).
Z młodzieżową reprezentacją Polski wystąpił na mistrzostwach świata w 1983 (10 miejsce). W reprezentacji Polski seniorów debiutował 17 stycznia 1984 w meczu Pucharu Świata z ZSRR. Wystąpił m.in. na mistrzostwach świata grupy „A” w 1986 (14 miejsce) oraz mistrzostwach świata grupy „B” w 1985 (3 m.) i 1987 (3 m.). Ostatni raz w biało-czerwonych barwach wystąpił 19 grudnia 1987 w towarzyskim spotkaniu z Norwegią. Łącznie w I reprezentacji Polski zagrał w 71 spotkaniach, zdobywając 20 bramek.
Po zakończeniu kariery zawodniczej pracował jako trener w VfL Bad Schwartau (grający trener w sezonie 1999/2000), Ahrensburger TSV (2000-2002), luksemburskiej I-ligowej drużynie CHEV Diekirch (2002-2007), HSG Völklingen (2007-2010).